# Barwick (Georgia)
Barwick è un comune degli Stati Uniti d'America, situato nello Stato della Georgia, diviso tra la contea di Thomas e la contea di Brooks.